# Перуанская земляная горлица
Перуанская земляная горлица (лат. Columbina cruziana) — птица семейства голубиных.

## Описание
Перуанская земляная горлица достигает длины 15 см. Хвост короткий. Половой диморфизм отсутствует.
Оперение головы голубовато-серого цвета. Верхняя часть тела коричневато-серого цвета. Кроющие крыльев немного бледнее с розовым оттенком. Оперение груди и брюха серо-розового цвета. Радужины красно-коричневые. Ноги бледно-розового цвета. Характерный признак вида — это немного изогнутый книзу клюв. У основания он ярко-жёлтого цвета, передняя половина клюва тёмная.

## Распространение
Местообитание — прибрежная область с севера Эквадора вплоть до севера Чили. Птицы обитают в саваннах, вдоль русел рек и в светлых, сухих лиственных лесах на высоте вплоть до 2 400 м над уровнем моря. Они используют также культурный ландшафт. Это очень адаптивный вид. Он хорошо приспосабливается к изменениям жизненного пространства и заселяет также человеческие поселения. Вид считается оседлым.

## Питание
Птица очень доверчива и неохотно взлетает. Корм ищет исключительно на земле. Питается преимущественно семенами.

## Размножение
Устойчивый период размножения отсутствует. Однако, в Эквадоре гнездование наступает примерно через 5—6 недель после начала сезона дождей. Самец токует и ухаживает за партнёршей на земле, спаривание происходит чаще на ветви. В кладке, как правило, два, реже три яйца. Высиживание длится примерно 14 дней. Молодые птицы становятся самостоятельными через 10—13 дней.